# استقلال بي 201
استقلال بي 201 (بالفرنسية: Istiklal P201)‏ هي سفينة حربية من نوع زورق دورية، تونسية الصنع بالكامل (باستثناء المحركات من ألمانيا والمضخات المائية من السويد)، وذلك من قبل ضباط مهندسون وإطارات عسكرية تونسية مختصة في الصناعة البحرية بالتعاون مع شركة محلية متخصصة في نفس المجال. 
تعتبر هذه الباخرة الأولى من نوعها في تونس والعالم العربي، والثانية في أفريقيا وذلك بعد جنوب أفريقيا. 
دشن المشروع الرئيس التونسي المنصف المرزوقي في 2014 رفقة وزير الدفاع غازي الجريبي، وذلك عند اقتراب نهاية تصنيعها، وذلك في مدينة صفاقس. 

في 21 أغسطس 2015، تم القيام بأول رحلة تجريبية في البحر بالسفينة بحضور رئيس الجمهورية الباجي قائد السبسي ووزير الدفاع فرحات الحرشاني في ميناء حلق الوادي، بينما سيبدأ تفعيلها في 24 أغسطس 2015 على سواحل الجنوب التونسي.

## استعمالات
- تونس
  - البحرية الوطنية التونسية

## المواصفات
يبلغ طول هذا الزورق 26.5 مترا وبعرض 5.8 متر، وتصل سرعتها 25 عقدة، بينما يبلغ وزنها 80 طنا، وبالنسبة للطاقم فيصل إلى 12 فردا.

تحتوي هذه الزورق على مدفع واحد من عيار 20 مم، و2 رشاشات من عيار 12.7 مم.

## مقالات ذات صلة
- وزارة الدفاع الوطني (تونس)
- الجيش الوطني التونسي
- البحرية الوطنية التونسية

## روابط خارجية
- الموقع الرسمي لوزارة الدفاع التونسية.